# Economía de la República Dominicana
La Economía de la República Dominicana es la 7.ª economía de América Latina, siendo también a la vez la más grande e importante de toda Centroamérica y el Caribe ocupando el primer puesto y obteniendo el liderazgo regional. Desde el año 2012 la economía de República Dominicana es la de mayor crecimiento de toda América Latina. Según muestran los últimos datos, el PIB de la economía dominicana ha crecido en promedio en un 6,37% durante la década de 1970, un 3,80% durante la década de 1980, un 4,98% durante la década de 1990, un 4,31% durante la década de 2000 y un 5,63% durante la década de 2010.
Debido al fuerte y constante crecimiento económico que tuvo durante varias décadas (arriba del 4%), ha logrado que República Dominicana se convierta en un país de "ingreso medio-alto" según el Banco Mundial y se ha clasificado en el grupo de países con un Índice de Desarrollo Humano "Alto" según las Naciones Unidas, diferenciándose de otros países cercanos de la región como Guatemala, El Salvador, Honduras, Nicaragua o Haití. La República Dominicana es uno de los países que ha sido capaz de desarrollar una poderosa clase media Dominicana, con capacidad de adquirir una gran variedad de bienes y servicios, siendo esto muy notable en la isla caribeña y acapara alrededor del 70% de la isla. Esta clase social se ha desarrollado con base en una gran variedad de profesionales en todas las áreas del conocimiento humano y una clase empresarial consolidada como la más poderosa de la región Caribe y Centroamérica. 
En República Dominicana las pequeñas y medianas empresas poseen una estabilidad de crecimiento continuo y cuenta con el respaldo del Estado para su desarrolló y expansión. Siendo el Estado consciente de ello su política se ha girado en torno a invertir grandes sumas de dinero en la educación de los dominicanos para lograr una mano de obra cualificada y reducir las desigualdades, mientras que al mismo tiempo el desarrollo de nuevas empresas y la atracción de inversionistas es una política primaria para el estado.
La economía dominicana depende principalmente del comercio exterior, los servicios, la minería, la industria farmacéutica, componentes electrónicos, equipos médicos, minería, textil y calzado y el turismo, siendo estos sectores los pilares de una economía diversificada y una industria altamente desarrollada. 
En los últimos años, República Dominicana se ha posicionado como una potencia turística de toda Centroamérica y el Caribe, logrando que más de 10 millones de turistas visiten el país en el año 2023. 
En la actualidad, República Dominicana es el mayor receptor de inversiones extranjeras de Centroamérica y el Caribe. El país atrae año tras año a grandes capitales extranjeros, corporaciones y transnacionales debido a la estabilidad política y económica, pero sobre todo a su posición geográfica en el centro del continente. Además, el país cuenta con grandes yacimientos mineros de oro, plata, níquel, mármol y ámbar. También cuenta con la mejor infraestructura del Caribe y es considerado en la actualidad como el Singapur del Caribe a nivel de infraestructuras, y en términos de consumo, cuenta aproximadamente con más de 7 millones de consumidores potenciales internos y con más de 900 millones de consumidores externos, todo esto gracias a los tratados de libre comercio con naciones económicamente más desarrolladas.

## Historia

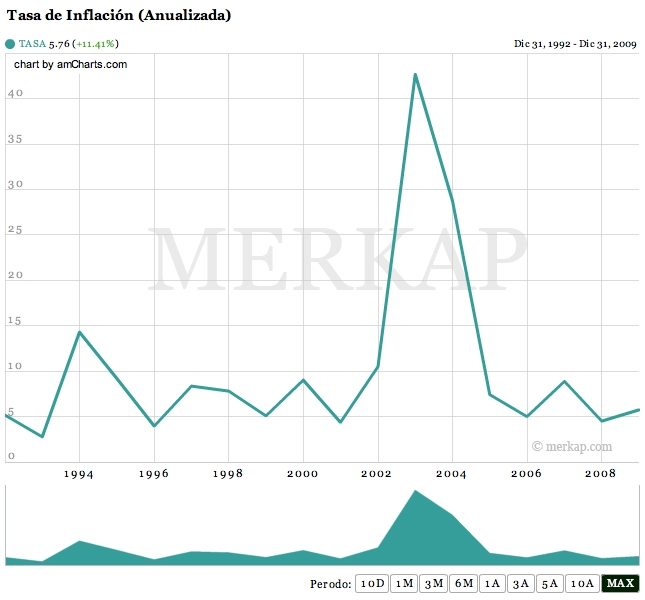
Tasa de Inflación Anualizada - Fuente Merkap República Dominicana.

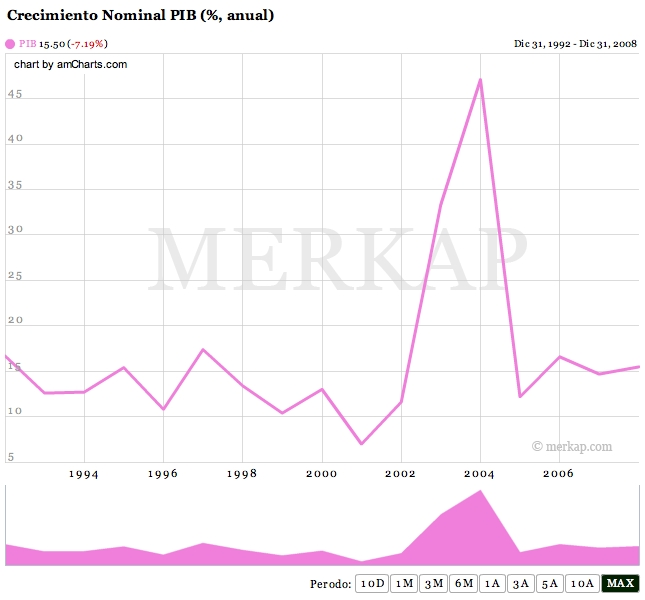
Producto interno bruto Nominal - Fuente.

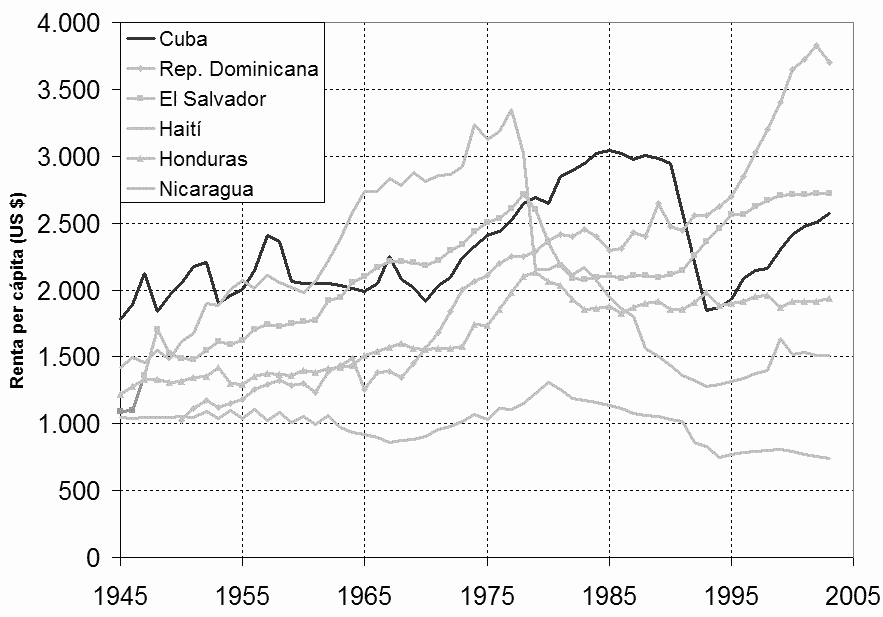
Comparación histórica del PIB per cápita de Rep. Dominicana con otros países de su entorno, basado en Población mundial, PIB y PIB per cápita.

En la segunda mitad del siglo XIX la economía dominicana se caracterizó por el incremento exorbitante en la masa monetaria por la frecuente introducción de nuevos conos monetarios para enfrentar la constante hiperinflación, en ocasiones circulando varias monedas nacionales juntas (reales y pesos), alcanzando su punto más álgido la hiperinflación de 1857 que provocó la Revolución Cibaeña que derrocó al presidente Buenaventura Báez.
De 1903 a 1947 el dólar de los estados americanos fue la moneda oficial del país, período que se caracterizó por la estabilidad macroeconómica. En 1947 se crea el "peso oro", nominalmente convertible al oro y al dólar estadounidense gracias a los Acuerdos de Bretton Woods; esta moneda tendría un valor fijo en paridad con el dólar hasta la década de 1970 (poco después de la crisis del dólar de 1971), cuando empezó una leve devaluación del peso oro.
La depresión económica durante la segunda mitad de los 80 y principios de los 90, durante la cual el PIB se contrajo un 5 %, la inflación alcanzó el 100% y la moneda se devaluó a 1.56 pesos oro por 1 dólar en 1982, 4×1 en 1987, 13 pesos oro por 1 dólar en 1996 y 16×1 en 2000. A partir de 1995 la República Dominicana entró en un período de crecimiento moderado y disminuyente inflación hasta 2002, luego del cual, la economía entró en recesión. El PIB se contrajo un 1% en 2003, mientras la inflación se disparó por encima del 27% y la prima del dólar se situó a 50×1.
A pesar de un creciente déficit comercial, el turismo y las remesas han ayudado a obtener reservas en moneda extranjera. En la actualidad, las remesas provenientes de EUA, Europa y otros países, constituyen parte de la economía nacional.
Según el Informe Nacional de Desarrollo Humano del Programa de Naciones Unidas para el Desarrollo, PNUD, República Dominicana 2005, establece que este país se ha insertado en la economía mundial de manera social y políticamente excluyente, conociendo tasas de crecimiento económico promedio anual en los últimos años por encima del 5%. Sin embargo, el carácter excluyente del modelo económico que se ha impuesto, no ha traducido este crecimiento al bienestar de la población. Al contrario, señala el Informe, República Dominicana, en el año 2002 era el país número 13 (de un total de 177 en el mundo) que menos había aprovechado para mejorar el posicionamiento en el Índice de Desarrollo Humano (IDH). Con esto se puede hablar de un fracaso de las élites políticas de los últimos 50 años en conducir a su población a estados de bienestar y seguridad. Por igual, el Informe deja claramente establecido, que el problema de la economía dominicana no es de inserción en mercados, sino de estrategias de competitividad que debieran estar asociados al bienestar de su población.
El Informe establece que la "causa principal de la pobreza dominicana y del bajo desarrollo humano relativo no es la falta de financiamiento y de recursos económicos, sino el escaso compromiso con el progreso colectivo del liderazgo nacional y empresarial durante las últimas décadas y la ausencia de un pacto social y de empoderamiento de los sectores mayoritarios de la sociedad dominicana".
En diciembre de 1996, el entonces entrante presidente Leonel Fernández, presentó un paquete de reformas - incluyendo la devaluación del peso, reducción en las tarifas de importación e incremento en el precio de los combustibles - en un intento de crear una economía orientada al mercado que pueda competir internacionalmente.
Entre 2000 y 2004, el gobierno de Hipólito Mejía, introdujo cambios que impactaron a la economía dominicana. Relegación de reformas que estaban en curso, desaceleración de la oferta exportable (algo que ya había comenzado en el anterior gobierno de Fernández), y sobre todo, la crisis cambiaria y bancaria (el tercer banco y grupo financiero del país: el BANINTER; y dos grupos financieros bancos más, conocieron una quiebra que ascendió a cerca del 15-20% del PIB anual), unido a la corrupción administrativa generalizada y asociada a estas quiebras, y debido a la acentuación de la crisis del sector eléctrico, compendian un cambio de naturaleza nunca vista en la economía dominicana. La magnitud de la crisis hizo colapsar sectores completos de la economía, y se estima, que entre un 12 a un 15% de la población pasó de ser pobre a muy pobre o indigente. Esto significa cerca de 2 millones de personas.[cita requerida]
Aunque la economía ha comenzado a crecer bajo la nueva administración de Fernández que se inició en agosto de 2004, construcción, turismo y telecomunicaciones son los sectores que están a la vanguardia.
Sin embargo, no hay que olvidar lo sostenido por el Informe Nacional de Desarrollo Humano 2005 del PNUD/RD, cuando señala que el modelo actual de turismo no constituye, a pesar de su vigor, una propuesta sostenible, y que si el mismo "no se modifica, se agota". Por lo cual, queda como asignatura pendiente en el país, que el liderazgo nacional discuta a fondo cuál será esa modificación que hay que hacerle a este sector pujante de la economía dominicana.
Según el citado Informe, las externalidades negativas relacionadas con: la inseguridad ciudadana, el detrioro medioambiental (que va desde desmonte de áreas protegidas, destrucción de hábitats de especies endémicas, hasta el uso de fuentes de agua para propósito de desechos y destrucción de manglares y de ámbitos marinos), la especulación inmobiliaria, y sobre todo, la exclusión de la población dominicana y su valor agregado al contexto de la actividad turística, son factores de mediano y largo plazo que "harán insostenible en el tiempo esta actividad". Más aún, con la fuerte competencia que el mismo entraña en el ámbito caribeño.
Resultó paradójico, irónico y sorprendente en el ámbito nacional e internacional, que apenas a dos meses de publicado el Informe del PNUD, en el que se demostraba técnicamente la inviabilidad de este modelo de turismo a largo o mediano plazo, bajo el subtítulo en el capítulo III de "El Turismo: Si No se Modifica, Se Agota" el propio Ministerio de Turismo (Secretaría de Estado), lanzara una campaña internacional de promoción turística en la cual, su eslogan principal dice: "República Dominicana: Lo tiene todo".
La actual administración está trabajando para incrementar la capacidad de producción de energía eléctrica, pieza clave para el crecimiento económico continuado, aunque su problema principal no es de generación sino de financiamiento. La compañía eléctrica estatal, fue privatizada, luego de numerosos retrasos. Proceso que se había iniciado en la pasada Administración de Fernández, y que en la de Mejía, tomó forma y se ejecutó, no sin infundirle su particular sello a dicha ejecución.
Sin embargo, luego de múltiples retrasos, posponiéndose soluciones, de préstamos internacionales (Banco Mundial y otros), la superación del déficit del suministro energético, parece estar aún muy lejana. El Acuerdo de Madrid, mediante el cual, el país re-compró las empresas distribuidoras de energía, y se planteó a largo plazo el pago de las deudas en el sector eléctrico (al 2015), no dejan mentir respecto al hecho de que las medidas actuales, son apenas un paliativo a la difícil situación del sector.

### Economía en elsigloXX
Después de la segunda mitad del siglo XIX y principios del siglo XX, América Latina se desarrolló a base de exportaciones de materias primas a Europa y a los Estados Unidos. El crecimiento de estas economías al basarse en el comercio internacional de bienes y servicios, podía sufrir consecuencias por factores exógenos. Y así fue, durante la primera mitad de siglo se dieron tres grandes crisis a nivel mundial, que cambiarían la economía global, y dentro de esta la de la República Dominicana. Las tres crisis fueron: I Guerra Mundial (1914-1919), Gran Depresión (1929-1933) y la II Guerra Mundial (1939-1945).
Si analizamos el impacto de estas crisis, según la base de datos Oxlad de R. Throp, podemos decir que sin lugar a dudas la crisis que más impacto tuvo fue la Primera Guerra Mundial. Aunque América Latina no participó directamente en ella, tuvo sus repercusiones en sus países, ya que se seguía comerciando con los países en guerra. Las operaciones comerciales (importaciones y exportaciones) se dispararon, pero en los años de posguerra cayeron en picado. A la República Dominicana le costo recuperarse.
Pero, con la Gran Depresión o Crack del 29, las importaciones, exportaciones e impuestos aduaneros empezaron a caer otra vez, hasta llegar a niveles de principio de siglo. Ya que, los países en crisis eran los principales compradores de los dominicanos, y estos no tenían dinero en este momento.
Finalmente, con la II Guerra Mundial, se dispararon las exportaciones de los dominicanos, ya que muchos países latinoamericanos tenían recursos para vender a los países en guerra.
A continuación, hablaremos del proceso de ISI (Industrialización por Sustitución de Importaciones) en la República Dominicana, que se dio entre los años 1950 y 1980. Podemos decir que principalmente esta política económica que fue aplicada en toda Latinoamérica, y tenía como principal objetivo invertir en industria para empezar a producir los bienes de consumo que se importaban. Para eso había que hacer una gran inversión en bienes de capital e intermedios. La industrialización que se dio en Latinoamérica fue bastante forzada por el gobierno, y esto se notó a lo largo del proceso. En la República Dominicana fue el dictador Rafael Leónidas Trujillo Molina el que impulsó esta política mayormente.
Podemos decir que el éxito de la ISI en parte pasaba por conseguir depender menos de las exportaciones. La República Dominicana consiguió bajar su dependencia respecto a las exportaciones. Por ejemplo, en los primeros años de la ISI, las exportaciones bajan considerablemente de un 30% a un 17,9%. Pero sin lugar a dudas, en los años que menos se dependió de las ventas al extranjero fue en 1967 con un 12,2%. A partir de 1950 la República Dominicana llegó a superar el 25% de exportaciones respecto al PIB, este fue su máximo en 1961 y 1975.
Las políticas ISI consisten principalmente en reducir las importaciones de bienes de consumo, para eso habría que invertir en bienes intermedios y de capital del extranjero. En los 60 las importaciones de bienes de consumo curiosamente crecieron, pero en la segunda mitad de los 70 se mantuvieron siempre en niveles por debajo del 20%. En consecuencia las compras al extranjero de bienes intermedios aumentaron, ya que ellos producían los bienes de consumo a través de estos los bienes de capital. En los datos que nos proporciona Oxlad, podemos ver que los años con más importación de bienes de capital es entre 1968 y 1972 más o menos.
Durante la mayor parte de los años de la ISI el déficit de los dominicanos estuvo presente debido al endeudamiento que creó la inversión (financiada con gasto público) en este proyecto. Los primeros años se tuvo el déficit más alto de las tres décadas, pero rápidamente parece que se recuperó, aunque esto duro muy poco. A los pocos años se volvió a niveles de déficit entre el 1% y el 4%. En 1975 parece que la economía se recuperó pero rápidamente volvió al endeudamiento. Por lo tanto, podemos decir que la inversión en industrializar el país no les salió muy rentable a los dominicanos.
Si analizamos el valor añadido de la industria en proporción al PIB, podemos decir que este creció durante las tres décadas (aunque se mantuvo entre el 10% y el 17,5%). De todos modos en 1965 el VA tuvo una gran caída debido a la Guerra Civil Dominicana que duro desde el 24 de abril hasta el 3 de septiembre de este mismo año. Fue entonces cuando los dominicanos llegaron al nivel de 1,63% de valor añadido industrial.
En la segunda mitad del siglo XX. se dio el fenómeno económico de la deuda externa. La resumiremos brevemente. La deuda externa es el total de deudas que un país tiene con entidades financieras extranjeras. En consecuencia de la subida del petróleo (1973 y 1979) empujada por la OPEP (Organización de Países Exportadores de Petróleo), los bancos estadounidenses empezaron a llenarse de petrodólares que procedían de los países exportadores de petróleo, principalmente de la península Arabia. Estos decidieron invertir su dinero en préstamos a los países subdesarrollados. Ya que como acreedores querían sacar beneficio de aquellos petrodólares, y que mejor que prestárselo a países que jamás saldrían de una deuda. Los países pobres aceptaron esos préstamos con tipos de intereses variables, que fueron tan variables que llegaron a subir hasta un 20%. En consecuencia la deuda que los países en vías de desarrollo tenían cada vez era más grande, y los países no podían hacerles frente. En el año 1982 fue cuando México se declaró insolvente y aquí apareció la crisis de la deuda. Los tipos de interés subieron rápidamente, y las economías endeudas se tuvieron que "apretar el cinturón".
Por otra parte los millones de dólares que se les había prestado a estos países, no se utilizó para desarrollar al país, entre otras cosas por corrupción política. Por lo tanto, la deuda los empobreció más, ya que antes eran pobres pero por lo menos no debían dinero. Se usaron varias políticas económicas a nivel mundial, pero estas no han tenido éxito. La deuda sigue existiendo una década después del periodo analizado a continuación.
Si hablamos de la evolución de la deuda externa como % del PIB. Podemos decir que en los dos países entre 1971 y 1984 tenían una deuda entre el 20% y 40% más o menos. Es decir si el PIB es de 100 u.m. la deuda que tienen con el exterior es de 20 u.m., 40 u.m. … En este periodo los % crecieron pero no demasiado. Sin embargo, en 1985 la deuda con relación al PIB dominicano aumento hasta un alcanzar un 74%. Se mantuvo en estos niveles hasta 1988 y a partir de aquí creció a pasos agigantados llegando al máximo de las tres décadas. A partir de ahí empezó a disminuir, ya que el PIB aumento bastante, aunque hay que decir que la deuda en términos monetarios seguía aumentando aún más pausadamente.
Por otra parte, si comentamos la evolución de la deuda externa en relación con las exportaciones, según los datos del Banco Mundial, podemos decir que los dominicanos solo pudieron hacerle frente a su deuda con las ventas al exterior que hacia entre los años 73 y 76 y a partir del 93.
Con la crisis de deuda de los años 80, la inversión extranjera como % del PIB en la República Dominicana disminuyó hasta llegar al nivel 0. Pero sin embargo, no podemos decir que hubo fuga de capitales (no se llevaron el dinero del país), como si paso en muchos países africanos más tarde. El PIBpc dominicano también se vio afectado en esta crisis, pero este se recuperó y a partir de los 90 empezó a ser bastante creciente.

## Comercio exterior
En 2020, el país fue el 870 exportador más grande del mundo (US $ 10.6 mil millones, 0.1% del total mundial). En la suma de bienes y servicios exportados, alcanza los 20.500 millones de dólares, ocupando el puesto 76 en el mundo. Sobre las importaciones, en 2019, fue el 78.º mayor importador del mundo: 18.200 millones de dólares.
Las mayores exportaciones de productos agrícolas procesados del país en términos de valor, en 2019, fueron: puros, banano, cacao, bebidas alcohólicas (ron), tabaco, azúcar, aguacate, mango, entre otros.

## Producto Interno Bruto (PIB)

### PIB (Nominal)
Fuente: Banco Mundial (BM) 

### PIB Dominicano a nivel continental
| 1º                                                     | Brasil            | 2 173 665 | 2 472 819 | 558 233 | 368 292 | + 490 %     |
| 2º                                                     | México            | 1 788 886 | 1 327 436 | 765 549 | 530 160 | + 237 %     |
| 3º                                                     | Argentina         | 640 591   | 552 025   | 127 586 | 236 741 | + 170 %     |
| 4º                                                     | Colombia          | 363 540   | 382 093   | 94 644  | 66 474  | + 446 %     |
| 5º                                                     | Chile             | 335 533   | 277 395   | 76 492  | 49 287  | + 580 %     |
| 6º                                                     | Perú              | 267 603   | 201 175   | 58 731  | 34 832  | + 668 %     |
| 7º                                                     | Rep. Dominicana   | 121 444   | 62 682    | 21 403  | 13 081  | + 828 %     |
| 8º                                                     | Ecuador           | 118 844   | 96 570    | 30 965  | 18 938  | + 527 %     |
| 9º                                                     | Guatemala         | 102 050   | 52 996    | 21 576  | 11 400  | + 795 %     |
| 10º                                                    | Costa Rica        | 86 497    | 50 949    | 17 271  | 9 582   | + 802 %     |
| 11º                                                    | Panamá            | 83 382    | 45 599    | 13 693  | 8 782   | + 849 %     |
| 12º                                                    | Uruguay           | 77 240    | 61 337    | 12 045  | 15 002  | + 414 %     |
| 13º                                                    | Bolivia           | 45 849    | 30 659    | 8 082   | 5 734   | + 700 %     |
| 14º                                                    | Paraguay          | 42 956    | 38 501    | 7 691   | 7 249   | + 492 %     |
| 15º                                                    | Honduras          | 34 400    | 18 499    | 8 230   | 4 926   | + 598 %     |
| 16º                                                    | El Salvador       | 34 015    | 21 990    | 13 243  | 6 680   | + 409 %     |
| 17º                                                    | Trinidad y Tobago | 28 139    | 28 709    | 11 305  | 4 669   | + 502 %     |
| 18º                                                    | Haití             | 19 850    | 14 902    | 5 071   | 1 878   | + 956 %     |
| 19º                                                    | Jamaica           | 19 423    | 14 264    | 9 430   | 5 440   | + 257 %     |
| 20º                                                    | Nicaragua         | 17 829    | 10 982    | 5 322   | 3 861   | + 361 %     |
| 21º                                                    | Guyana            | 16 786    | 4 167     | 743     | 454     | + 3597 %    |
| 22º                                                    | Bahamas           | 14 338    | 10 395    | 8 870   | 3 092   | + 363 %     |
| 23º                                                    | Barbados          | 6 393     | 4 693     | 3 209   | 2 063   | + 209 %     |
| 24º                                                    | Surinam           | 3 782     | 5 145     | 1 274   | 428     | + 783 %     |
| 25º                                                    | Belice            | 3 281     | 2 021     | 1 303   | 750     | + 337 %     |
| 26º                                                    | Venezuela         | (?)       | 371 005   | 83 620  | 60 037  | Sin cambios |
| Fuente: Banco Mundial BM (Actualizado a julio de 2024) |                   |           |           |         |         |             |

### PIB per cápita (Nominal)
Fuente: Banco Mundial (BM) 

## Sector primario

### PIB Agropecuario

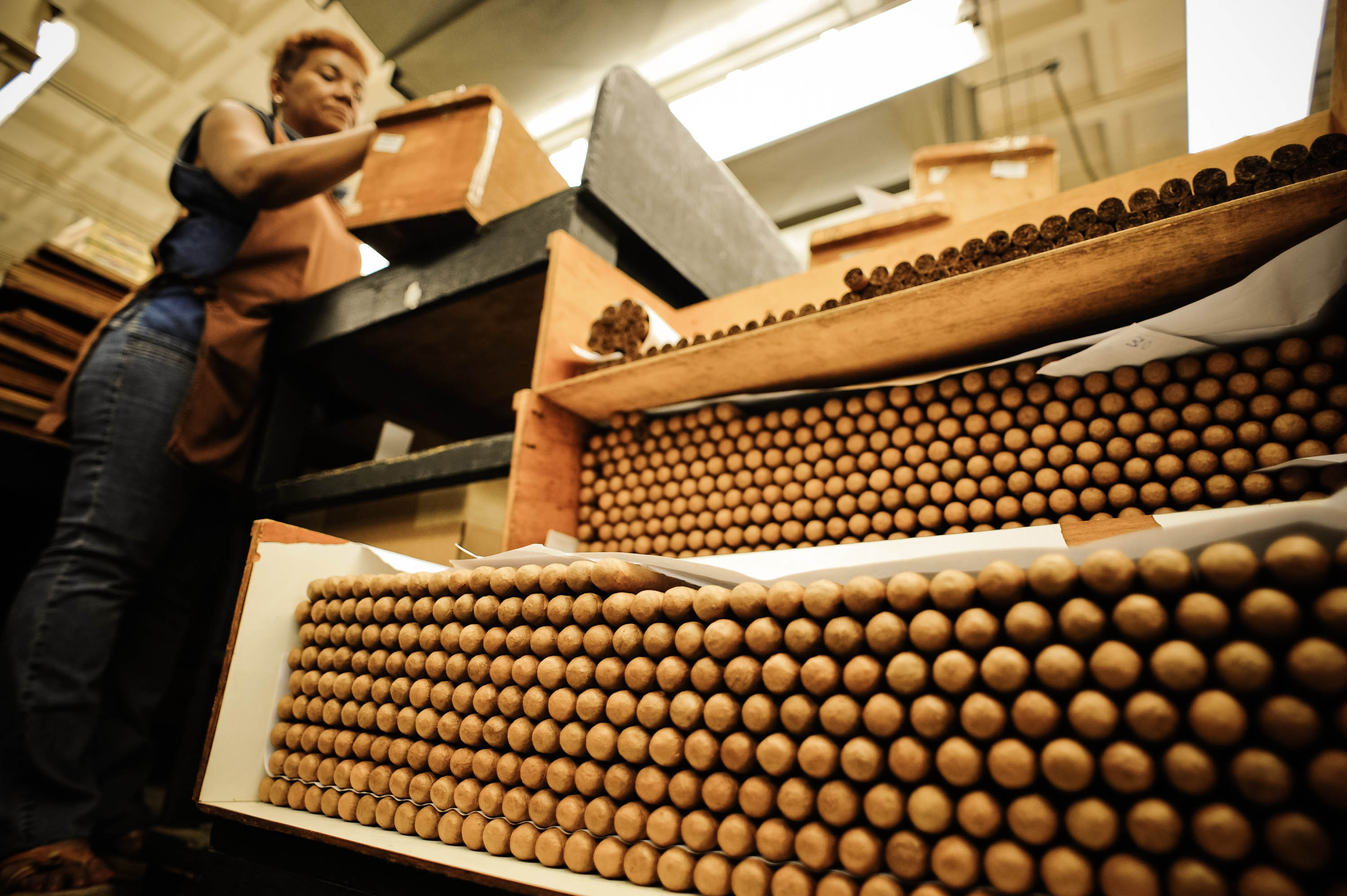
Los puros son el principal producto de exportación de origen agrícola del país.

Fuente: Banco Mundial (BM) 
| 1º                                                     | Brasil            | 135 666 | 111 447 | 34 427 | 24 963 | + 443 %     |
| 2º                                                     | México            | 70 887  | 40 148  | 24 553 | 25 416 | + 178 %     |
| 3º                                                     | Argentina         | 38 816  | 33 413  | 13 177 | 12 161 | + 219 %     |
| 4º                                                     | Colombia          | 31 755  | 20 605  | 7 882  | 9 949  | + 219 %     |
| 5º                                                     | Perú              | 17 617  | 13 415  | 4 294  | 2 888  | + 510 %     |
| 6º                                                     | Chile             | 11 811  | 9 634   | 3 132  | 3 959  | + 198 %     |
| 7º                                                     | Guatemala         | 9 439   | 5 488   | 2 906  | 2 834  | + 233 %     |
| 8º                                                     | Ecuador           | 9 124   | 6 724   | 2 802  | 4 432  | + 105 %     |
| 9º                                                     | Rep. Dominicana   | 7 732   | 3 325   | 1 432  | 1 410  | + 448 %     |
| 10º                                                    | Bolivia           | 5 746   | 3 055   | 1 085  | 840    | + 584 %     |
| 11º                                                    | Paraguay          | 4 875   | 4 953   | 1 000  | 1 212  | + 302 %     |
| 12º                                                    | Uruguay           | 4 332   | 4 671   | 1 161  | 1 105  | + 292 %     |
| 13º                                                    | Honduras          | 4 121   | 2 255   | 955    | 1 048  | + 293 %     |
| 14º                                                    | Haití             | 3 603   | 2 880   | 848    | 579    | + 522 %     |
| 15º                                                    | Costa Rica        | 3 287   | 2 437   | 1 526  | 1 133  | + 190 %     |
| 16º                                                    | Nicaragua         | 2 734   | 1 811   | 831    | 734    | + 272 %     |
| 17º                                                    | Panamá            | 2 030   | 1 342   | 940    | 578    | + 251 %     |
| 18º                                                    | Jamaica           | 1 752   | 851     | 491    | 416    | + 321 %     |
| 19º                                                    | El Salvador       | 1 566   | 1 234   | 726    | 850    | + 84 %      |
| 20º                                                    | Guyana            | 1 476   | 1 068   | 238    | 166    | + 789 %     |
| 21º                                                    | Trinidad y Tobago | 323     | 360     | 107    | 117    | + 176 %     |
| 22º                                                    | Belice            | 295     | 205     | 136    | 84     | + 251 %     |
| 21º                                                    | Surinam           | 291     | 436     | 82     | 80     | + 263 %     |
| 22º                                                    | Venezuela         | (?)     | 18 188  | 3 606  | 3 107  | Sin cambios |
| Fuente: Banco Mundial BM (Actualizado a julio de 2024) |                   |         |         |        |        |             |

### Agricultura
República Dominicana es uno de los 5 principales productores mundiales de papaya y aguacate y uno de los 10 mayores productores de cacao.
En 2018, 
República Dominicana produjo 644 mil toneladas de aguacate (es el segundo productor más grande del mundo)
1 millón de toneladas de papaya (es el cuarto productor más grande del mundo) 
5.2 millones de toneladas de caña de azúcar 
2,1 millones de toneladas de plátano 
85 mil toneladas de cacao, 442 mil toneladas de aceite de palma
407 mil toneladas de piña, 403 mil toneladas de coco
627 mil toneladas de arroz, 160 mil toneladas de mandioca
136 mil toneladas de naranja
Además de producciones menores de otros productos agrícolas como patata, limón, melón, cebolla y ñame.

### Ganadería
En ganadería, República Dominicana produjo, en 2019: 354 mil toneladas de carne de pollo; 79 mil toneladas de cerdo; 64 mil toneladas de carne de vacuno; 916 millones de litros de leche de vaca, entre otros.

## Sector secundario
| 1º                                                     | México            | 567 998 | 427 013 | 241 153 | 174 891 | + 224 %     |
| 2º                                                     | Brasil            | 483 927 | 524 851 | 128 861 | 137 369 | + 252 %     |
| 3º                                                     | Argentina         | 160 573 | 132 518 | 41 650  | 64 722  | + 148 %     |
| 4º                                                     | Chile             | 99 536  | 81 638  | 22 730  | 17 248  | + 477 %     |
| 5º                                                     | Colombia          | 89 243  | 125 126 | 27 355  | 20 054  | + 345 %     |
| 6º                                                     | Perú              | 86 285  | 68 116  | 17 554  | 9 651   | + 794 %     |
| 7º                                                     | Rep. Dominicana   | 37 816  | 18 333  | 6 823   | 4 213   | + 797 %     |
| 8º                                                     | Ecuador           | 31 918  | 35 519  | 8 529   | 5 413   | + 489 %     |
| 9º                                                     | Guatemala         | 22 697  | 12 164  | 5 921   | 2 266   | + 901 %     |
| 10º                                                    | Panamá            | 22 630  | 11 462  | 2 600   | 1 990   | + 1037 %    |
| 11º                                                    | Costa Rica        | 17 696  | 10 875  | 4 176   | 2 621   | + 575 %     |
| 12º                                                    | Trinidad y Tobago | 14 708  | 12 841  | 5 821   | 1 933   | + 660 %     |
| 13º                                                    | Paraguay          | 13 898  | 12 795  | 3 097   | 2 407   | + 477 %     |
| 14º                                                    | Uruguay           | 12 635  | 14 518  | 2 781   | 4 450   | + 183 %     |
| 15º                                                    | Bolivia           | 11 364  | 8 743   | 2 068   | 1 641   | + 592 %     |
| 16º                                                    | Guyana            | 9 982   | 1 068   | 134     | 106     | + 9316 %    |
| 17º                                                    | Honduras          | 8 955   | 4 700   | 2 252   | 1 513   | + 491 %     |
| 18º                                                    | El Salvador       | 8 488   | 5 744   | 3 569   | 1 754   | + 383 %     |
| 19º                                                    | Haití             | 6 161   | 3 828   | 1 283   | 451     | + 1266 %    |
| 20º                                                    | Nicaragua         | 4 868   | 2 788   | 1 096   | 763     | + 538 %     |
| 21º                                                    | Jamaica           | 3 622   | 2 581   | 2 026   | 1 547   | + 134 %     |
| 22º                                                    | Surinam           | 1 621   | 1 659   | 341     | 69      | + 2249 %    |
| 21º                                                    | Belice            | 432     | 319     | 225     | 176     | + 145 %     |
| 22º                                                    | Venezuela         | (?)     | 165 936 | 40 841  | 29 214  | Sin cambios |
| Fuente: Banco Mundial BM (Actualizado a julio de 2024) |                   |         |         |         |         |             |

### Industria

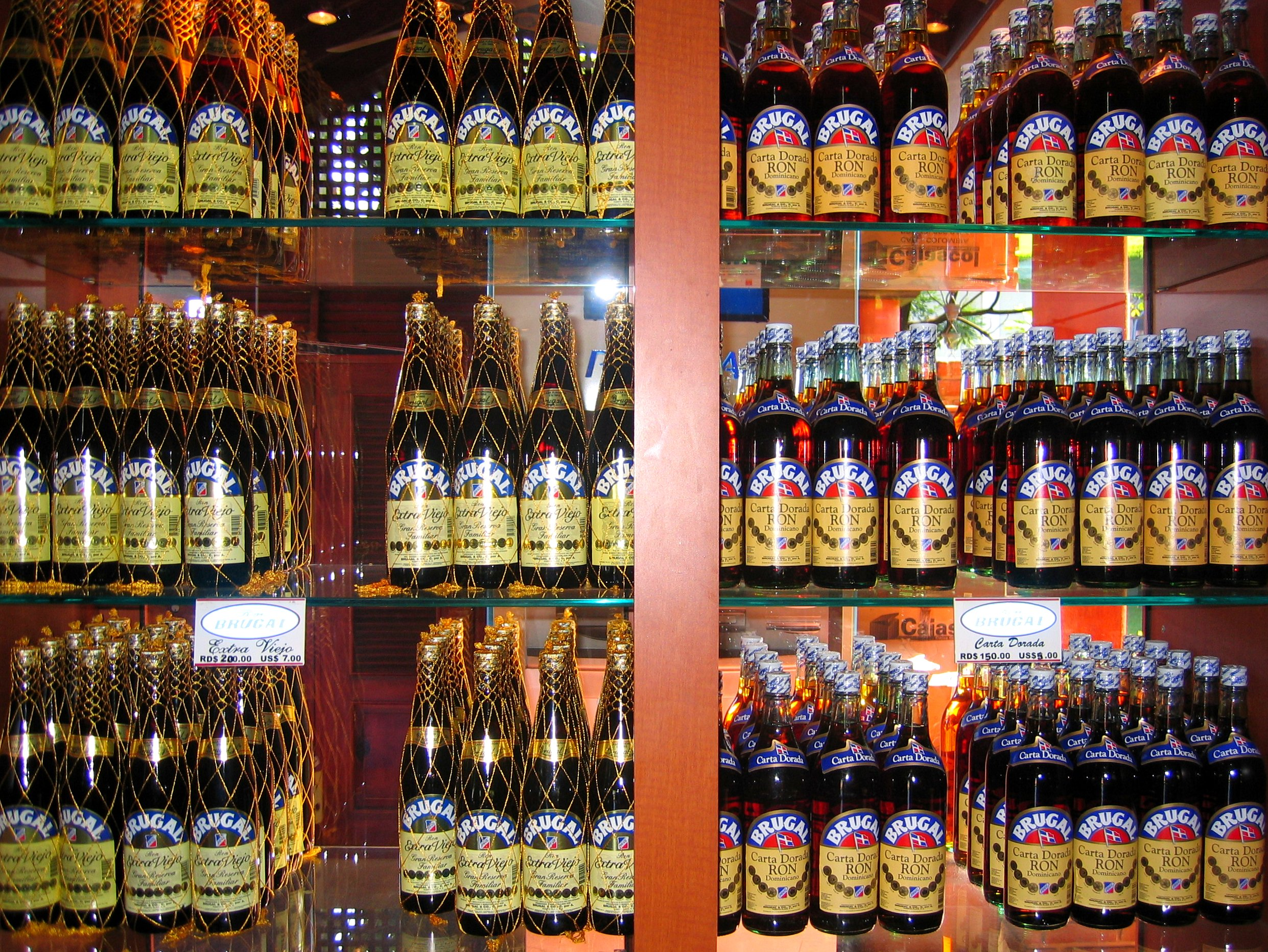
El ron es uno de los productos más exportados del país.

El Banco Mundial enumera los principales países productores cada año, según el valor total de la producción. Según la lista de 2018, República Dominicana tenía la 65.ª industria más valiosa del mundo (US $ 12,2 mil millones).
En 2019, el país no produjo  vehículos. En 2019 no estaba entre los 40 mayores productores de acero.  En 2018 produjo 515 millones de litros de cerveza.

### Energía
En energías no renovables, en 2020, el país no produjo petróleo. En 2011, el país consumió 122.000 barriles / día (el 72.º consumidor más grande del mundo). En 2012, fue el 64.º mayor importador del mundo (26.500 barriles / día). En 2015, el país no produjo gas natural. El país es un productor de carbón.
En energías renovables, en 2020, República Dominicana fue el 51.º productor de energía eólica del mundo, con 0,3 GW de potencia instalada, y el 52.º productor de energía solar del mundo, con 0,3 GW de potencia instalada.

### Minería
En 2019, el país fue el noveno productor mundial de níquel. El país tuvo una producción casi nula de oro hasta 2011, donde creció exponencialmente. En 2016 el país produjo casi 38 toneladas. El país tuvo una producción casi nula de plata hasta 2008, donde creció exponencialmente. En 2017 el país produjo 147 toneladas.
La economía de la República Dominicana ha sufrido las consecuencias de la reducción de la producción del sector minero, pasando de un aporte medio anual al PNB del 4,5 % en el periodo 1975-88, a tan solo el 1,8 % en el periodo 2000-02. Esto se ha debido fundamentalmente al cierre de las minas de bauxita de Pedernales en 1991 por agotamiento de reservas, al cierre temporal de la mina de oro de Pueblo Viejo en 1999 y a los paros temporales de la explotación de los yacimientos de níquel de Falconbridge por las fluctuaciones internacionales de los precios. La empresa minera Placer Dome va a acometer la reanudación de la explotación minera de Pueblo Viejo de Rosario Dominicana, pero el Estado Dominicano debe hacerse responsable de la mitigación de los impactos ambientales de las pasadas explotaciones, en cuyo apoyo acude la Unión Europea con una serie de proyectos entre los que se encuentra este Plan de Gestión de Aguas. Por otro lado, la situación actual de los precios de los metales es muy favorable para la explotación estable por parte de Falconbridge. Una consecuencia importante de la reducción de producción minera ha sido la pérdida de ingenieros de minas y geólogos obligados a dedicarse a otras actividades o a emigrar.

## Sector terciario

### Turismo
Uno de los sectores que sustenta al país es el turismo. En 2018, República Dominicana fue el 49.º país más visitado del mundo, con 6,5 millones de turistas internacionales. Los ingresos por turismo este año fueron de $ 7.5 mil millones.

## Actividad empresarial
En República Dominicana la constitución y todo lo relativo a las sociedades comerciales dominicanas está reglamentada por la Ley 3-02 de Registro Mercantil y el Código de Comercio Dominicano.
Por lo general las sociedades comerciales comunes en República Dominicana y la que a su vez presenta mejores ventajas operativas son las compañías por acciones CxA. En esta los accionistas solo se responsabilizaban al aporte suministrado, en lo referente a las obligaciones contraídas por la sociedad.
La nacionalidad de los accionistas no es un obstáculo según las leyes de República Dominicana para poder constituir una compañía. El Código de Comercio tiene entre los requisitos para la incorporación de sociedades o compañía por acciones que el mínimo en cuanto al número de accionistas sea de siete.

### Índices
PPA:
paridad de poder adquisitivo -147.563 millones de dólares (2015) (Fuente: FMI)
PPA - per cápita:
paridad de poder adquisitivo - $14,756 (est. 2015)
PPA - composición por sector:

agricultura:
10.7%

industria:
31.5%

servicios:
57.8% (2003)
Tasa de pobreza:
31.6% (est. 2011)
Tasa de inflación (precios al consumidor):
27.5 (2003)
Fuerza laboral:
2.3 a 2.6 millones (est. 2000)
Fuerza laboral - por ocupación:
servicios y administración 58.7%, industria 24.3%, agricultura 17% (est. 1998).
Tasa de desempleo:
14.4%
Fuente .]]
Industrias:
turismo, procesamiento de azúcar, ferroníquel y minería de oro, textiles, cemento, tabaco
Crecimiento de producción industrial:
2% (est. 2001)
Electricidad - producción:
9,186 GWh (2001)
Electricidad - por fuente:

combustible fósil:
72.04%

hidroeléctricas:
27.62%

nuclear:
0%

otros:
0.34% (1998)
Electricidad - consumo:
8,543 GWh (2001)
Electricidad - exportaciones:
0 kWh (1998)
Electricidad - importaciones:
0 kWh (1998)
Agricultura - productos:
caña de azúcar, café, algodón, cacao, tabaco, arroz, habichuelas, papas, maíz, guineos, ganado, cerdos, productos lácteos, huevos
Exportaciones:
$5.524 millardos (f.o.b., est. 2003)
Exportaciones - mercancías:
ferroníquel, azúcar, oro, plata, café, cacao, tabaco, carnes
Exportaciones - socios comerciales:
EE. UU. 84.4%, Canadá 1.7%, Haití 1.5% (2003 est.)
Importaciones:
$7.911 millardos (f.o.b., 2003)
Importaciones - mercancías:
productos alimenticios, petróleo, algodón y telas, químicos y farmacéuticos
Importaciones - socios comerciales:
EE. UU. 49.5%, Venezuela 11.3%, México 4.4%, Colombia 4% (est. 2003)
Endeudamiento - externa:
$6.567 millardos (est. 2003)
Ayuda económica - receptor:
$239.6 millones (1995)
Moneda oficial:
1 peso dominicano (RD$) = 100 centavos
Tasas de cambio:
Pesos dominicanos (RD$) por US$1 - 35,20 (enero de 2006), 29,36 (junio de 2005), 46.151 (febrero de 2004), 18.609 (2002), 16.161 (enero de 2000), 16.033 (1999), 15.267 (1998), 14.265 (1997f), 13.775 (1996), 13.597 (1995)
Año Fiscal:
Año calendario

## Año 2003
La República Dominicana experimentó un gran crecimiento económico en los 90 hasta una recesión económica en efecto de los fraudes bancarios (más de 89.000 millones de pesos, equivalentes a US$4.900 millones), destacándose el fraude del Banco Intercontinental (BANINTER), (RD$55.000 millones, equivalentes a US$3.100 millones), y una fuga de capitales de las reservas internacionales del Banco Central Dominicano.
El déficit total llegó cerca de los US$7000 millones (RD$125.000 millones); representando cerca más de un tercio del PIB del 2002. Añadiéndose a esto surgió una especulación respecto a los índices reales, que sobrepasó un 130% en el 2003 respecto la moneda nacional, debiéndose esta a una fuga de más de 1500 millones de dólares (aumentando el déficit de medio circulante a cerca de 5500 millones), y una inflación cerca del 42%; comprimiendo más aún el PIB del 2003, que finalmente decreció un 1%. Fue la Crisis Bancaria más imponente del 2003, y considerando las proporciones de las demás, respecto al PIB, esta crisis amparó el mayor fraude bancario en la historia contemporánea de la República Dominicana.

## Año 2004
Fue un año de cierta inestabilidad económica, el IPC o Índices de Precios al Consumidor llegaron a niveles históricos para aquel momento (Sept-2005, IPC-histórico), la devaluación llegó al tope con un 300% del margen de enero de 2003 y la inflación acumulada anual llegó a un devastador 55%.
En este año se expande la convicción de conveniar con los EE. UU. un Tratado de Libre Comercio con la República Dominicana, conocido internacionalmente como CAFTA-RD (por sus siglas en inglés), y por otra parte el Fondo Monetario Internacional prometió al gobierno de Hipólito Mejía garantías para un acuerdo bilateral para el desembolso de bonos millonarios en alivio del déficit de más de US$7000 millones en el año 2003, por un monto cercano a los US$1000 millones.

### Compra del 50% de las empresas eléctricas
A partir de noviembre del 2003 se nota un auge significativo en el mercado cambiario y esto es producto de la compra de parte del gobierno del presidente Hipólito Mejía de las empresas eléctricas, este hecho que le costó $400 millones de dólares al fisco del país fue determinante para la crisis financiera dominicana. En la campaña del año 2000, esta compra fue una de las promesas del candidato presidencial. Este sobregiro en la economía empieza a denotarse durante enero y febrero del año 2004.

### Estadísticas para 2004
En las estadísticas expuestas respecto al IPC el margen es (enero de 1999=100).
| Mes        | Compra US$ por RD$ | IPC al 1999 | Inflación mensual % |
| ---------- | ------------------ | ----------- | ------------------- |
| Enero      | 46.6411            | 207.06      | 9,23                |
| Febrero    | 50.4426            | 230.36      | 11,25               |
| Marzo      | 47.1813            | 235.76      | 2,34                |
| Abril      | 44.8114            | 237.40      | 0,70                |
| Mayo       | 47.6920            | 243.64      | 2,63                |
| Junio      | 48.6710            | 248.49      | 1,99                |
| Julio      | 45.5559            | 250.02      | 0,62                |
| Agosto     | 42.1052            | 251.38      | 0,54                |
| Septiembre | 37.6214            | 248.53      | -1,13               |
| Octubre    | 32.9781            | 251.88      | 1,35                |
| Noviembre  | 30.1345            | 247.72      | -1,65               |
| Diciembre  | 29.3291            | 244.04      | -1,49               |
| Promedio   | 41.9303            | 241.35      | 2.19                |

## Año 2005

### El IPC vs. Mercado Cambiario
El año 2005 ha sido de carácter enigmático para muchos analistas de la crisis dominicana, principalmente por el estatus del IPC sobre la paridad del mercado cambiario, donde el IPC ha escalado cifras récords cuando la principal moneda para el intercambio comercial interno o externo (el dólar vs. $RD) se ha sincerizado en un -50% de su valor de un año atrás (Récords del IPC en este caso se refieren a cifras de todos los tiempos alcanzadas en el año 2005). Este hecho infiere una sobrevaluación de la moneda dominicana relativa a la inflación acumulada desde el inicio de la crisis y sin la presencia de algún descenso considerable en esta última (en el presente año donde el peso dominicano se expone aparentemente estable) que en efecto conlleva a una economía de paridad adquisitiva desproporcionada para el consumidor en general.
Hoy en día y con base en el IPC se estima que la tasa del dólar debería ubicarse entre los 42 y 45 pesos dominicanos frente al dólar o incluso una cifra mayor, no obstante actualmente se acopla dentro del margen promedio de 33,00 (en ascenso) pesos por dólar, esta última en efecto al alza uniformemente comprendida en mes de octubre, pero aún con esta alza del dólar frente al peso dominicano muchos analistas creen que aún no ha comenzado a sincerizarse la moneda (la razón es el IPC que no cede).
La relación entre el IPC y el mercado cambiario sugiere actualmente que la economía poseía más fluidez en el mandato del presidente Hipólito Mejía, mientras que en el mandato de Leonel Fernández presentan una solidez en términos que según economistas y empresarios no son de mucha longevidad y confiabilidad por el desequilibrio que existe en dicha relación.
Actualmente existe una polémica auspiciada por los sectores hoteleros y turísticos en general, por las recomendaciones del FMI, por economistas de alto prestigio, por los empresarios por la escasa competitividad en efecto al alto IPC o costos de producción para participar en buenas condiciones en el DR-CAFTA, entre otros; para que el peso dominicano se ubique en una tasa de 37 o 38 pesos por dólar.

### Las tasas de interés
Hoy en día las tasas de interés en el entorno bancario han desatado otra polémica en el entorno económico, principalmente para los sectores que tienden a depender de este valor. En el gobierno del presidente Mejía las tasas de la reserva del Banco Central se ubicaban en el margen de 40% en un plazo a 18 meses, pero a poco menos de un año de cumplirse el mandato del presidente Fernández las tasas en el mismo rango se encontraban apenas en un 16%, y aquellas que se expandían sobre los 20%-25% hace un año, apenas alcanzaban el 10%.
Este hecho ha desatado polémica entre los analistas y economistas, pues en su criterio las tasas de interés no son fieles a la tasa de depreciación del peso dominicano, que es un valor fundamental al determinar las tasas de interés en todos los rincones del mundo.

### Polémica PIB
Representantes del Banco Central de la República Dominicana, han expresado de manera pública un crecimiento del PIB anual cercano al 10%, mientras que el FMI mantiene su posición sobre un crecimiento moderado y numerosos analistas han expuesto que si hay algún progreso en el PIB no será significativo, pues estiman que la Paridad de Poder Adquisitivo decrecerá de manera desastrosa y que como ejemplo existe el análisis sobre la competitividad del Foro Económico Mundial que expuso que la República Dominicana decayó 30 lugares en una lista de 117 países.

## Estadísticas para 2009
En las estadísticas expuestas respecto al IPC el margen es (enero de 1999=100):
| Mes        | Tasa Compra US$* | IPC al 1999 | Inflación mensual % |
| ---------- | ---------------- | ----------- | ------------------- |
| Enero      | 35,50            | 314,16      | 0,28                |
| Febrero    | 35,61            | 315,12      | 0,31                |
| Marzo      | 35,81            | 315,61      | 0,16                |
| Abril      | 35,91            | 316,06      | 0,14                |
| Mayo       | 35,93            | 316,42      | 0,11                |
| Junio      | 35,92            | 323,26      | 2,16                |
| Julio      | 35,94            | 323,65      | 0,12                |
| Agosto     | 35,99            | 326,41      | 0,85                |
| Septiembre | 36,07            | 326,77      | 0,11                |
| Octubre    | 36,04            | 327,52      | 0,23                |
| Noviembre  | 36,08            | 331,02      | 1.07                |
| Diciembre  | 36,10            | 331,34      | 0,10 cuando         |

FUENTE Merkap República Dominicana - merkap.com/do/
- Tasa de cambio al último día de cada mes.

## Año 2010
La economía dominicana registro un crecimiento de 7.8% en el año 2010, consolidadose el proceso de recuperación de la economía dominicana en el marco del acuerdo con el Fondo Monetario Internacional (FMI), que permitió al país implementar exitosamente las políticas anticíclicas necesarias para sortear el desfavorable entorno internacional. Durante el 2010 todas las actividades económicas exhibieron un dinamismo positivo, incluyendo las zonas francas que lograron revertir una tendencia contractiva que venían experimentado desde 2005. Las tasas de expansión se detallan a continuación: Comercio, 13.6%; Intermediación Financiera y Seguros, 12.5%; Construcción, 11.0%; Comunicaciones, 8.3%; Manufactura Local, 7.7%; Transporte y Almacenamiento, 6.3%; Enseñanza, 5.9%; Agropecuario, 5.5%; Energía y Agua, 5.4%; Hoteles, Bares y Restaurantes, 4.7%; Salud, 4.6%; Otras Actividades de Servicios, 4.3%; Zonas Francas, 3.4%; Alquiler de Viviendas, 3.1%; Minería, 2.6% y Administración Pública, 1.2%.
Por el lado del gasto, el crecimiento del producto interno bruto (PIB) en términos reales, estuvo sustentado fundamentalmente en la demanda interna, la cual resultó superior en 9.2% a la del pasado año. En ese tenor, el consumo final privado, la formación bruta de capital (inversión) y el consumo público aumentaron un 7.7%, 17.15% y 3.3% respectivamente. A esto se agrega la incidencia del crecimiento de 11.6% en las exportaciones, en tanto que las importaciones excedieron en 14.4 a las de 2009.

## Año 2011
Durante el año 2011, la economía dominicana, medida a través del producto interno bruto en términos reales, registro un crecimiento de 4.5% acorde con lo contemplado por inflación importada, derivado, principalmente, de los aumentos continuos de los principios internacionales del petróleo y de los bienes primarios. En efecto, ante la necesidad de moderar la demanda interna para lograr un nivel de crecimiento acorde con la capacidad potencial de la economía y garantizar la estabilidad, desde el último, trimestre de 2010 las autoridades iniciaron la aplicación de medidas previsoras tendentes a reorientar la política monetario para evitar un sobrecalentamiento de la economía.
En ese tenor, en el transcurso de 2011, el valor agregado de la mayoría de las actividades económicas mostró un comportamiento favorable, destacándose el dinamismo que presenta las actividades orientadas a la demanda externa, sobre todo las Zonas francas, que alcanzaron un incremento de 14.1%, superado ampliamente el 3.4% registrado al cierre de 2010. Asimismo, se resalta la minería con un 79.7% y la actividad Hoteles, Bares y Restaurantes, que exhibió un 4.8%.

## República Dominicana en el contexto internacional
La República Dominicana ha basado su economía en la agricultura, el comercio, el sector servicios y la industria turística, que en los últimos años ha despegado convirtiéndose en el sector que más empleos genera en el país. En poco tiempo el sector tecnológico ha madurado de tal manera que es el país con mejor infraestructura de telecomunicaciones de Centroamérica y El Caribe. Debido a la crisis internacional del 2008, se provocó en la República Dominicana una dura recesión económica de la que se recuperó en el 2010 con un crecimiento del 7.8% en su producto interior bruto. De los indicadores macroeconómicos mostrados a continuación, podemos destacar le evolución en el período 2000-2011 de la Renta per Cápita que logró crecer un 169%. El crecimiento del país en la última década ha sufrido fluctuaciones debidas a las políticas cambiantes en materia económica. Las economías de Latinoamérica han sufrido las consecuencias de la crisis sanitaria del COVID-19 y la dominicana no ha sido la excepción. Sin embargo, en noviembre de 2020, el gobernador del Banco Central del país caribeño, ha dicho que la economía dominicana será la que más rápido se recuperará en la región.
| Indicador                               | Valor                                              | Posición en el mundo                                          | Incremento                                                                                           |
| --------------------------------------- | -------------------------------------------------- | ------------------------------------------------------------- | --- |
| Producto interior bruto (nominal)       | '55.611.245.000 Fuente: Banco Mundial (2011)       | Países más ricos del mundo por PIB Puesto 67º                 | 19.772.243.968 $ en 2000 (incr: 181,3%) Fuente: Ficha de República Dominicana en Banco Mundial       |
| Superficie                              | 48.670 km² Fuente: Banco Mundial (2010)            | Países más extensos del mundo Puesto 127.º                    | 48.730 km² en 2008 (incr: -0,1%) Fuente: Ficha de República Dominicana en Banco Mundial              |
| Población                               | 10.056.181 personas Fuente: Banco Mundial (2011)   | Países más poblados del mundo Puesto 83.º                     | 8.743.983 personas en 2000 (incr: 15%) Fuente: Ficha de República Dominicana en Banco Mundial        |
| Emisiones de CO2                        | 2,1 toneladas Fuente: Banco Mundial (2009)         | Países con mayores emisiones de CO2 Puesto 106.º              | 2298 toneladas en 2000 (incr: -8,6%) Fuente: Ficha de República Dominicana en Banco Mundial          |
| Renta per cápita                        | '5.530 Fuente: Banco Mundial (2011)                | Países con mayor Renta Per Cápita Puesto 55º                  | 2.050 $ en 2000 (incr: 169,8%) Fuente: Ficha de República Dominicana en Banco Mundial                |
| Tasa de natalidad                       | 2,5 personas Fuente: Banco Mundial (2012)          | Países con mayor natalidad (niños por mujer) Puesto 77.º      | 2,99 personas en 2000 (incr: -16,4%) Fuente: Ficha de República Dominicana en Banco Mundial          |
| Crecimiento económico                   | 4,5 % Fuente: Banco Mundial (2011)                 | Economías de mayor crecimiento Puesto 76.º                    | 8,13 % en 2000 (incr: -44,6%) Fuente: Ficha de República Dominicana en Banco Mundial                 |
| % usuarios Internet                     | 35,5 % Fuente: Banco Mundial (2011)                | Países con mayor tasa de usuarios de Internet Puesto 95.º     | 3,74 % en 2000 (incr: 849,2%) Fuente: Ficha de República Dominicana en Banco Mundial                 |
| Promedio de días para crear una empresa | 19 días Fuente: Banco Mundial (2011)               | Países más rápidos para montar una empresa Puesto 80.º        | 78 días en 2003 (incr: -75,6%) Fuente: Ficha de República Dominicana en Banco Mundial                |
| Consumo de energía por habitante        | 820 kilogramos Fuente: Banco Mundial (2008)        | Países con mayor consumo de energía por habitante Puesto 91.º | 892,39 kilogramos en 2000 (incr: -8,1%) Fuente: Ficha de República Dominicana en Banco Mundial       |
| Terreno dedicado a agricultura          | 51,1 % Fuente: Banco Mundial (2009)                | Países con más terreno dedicado a la agricultura Puesto 63.º  | 70,65 % en 2000 (incr: -27,7%) Fuente: Ficha de República Dominicana en Banco Mundial                |
| Potencia eléctrica consumida            | 1.442 kilovatios-hora Fuente: Banco Mundial (2010) | Países con más potencia eléctrica consumida Puesto 59.º       | 715,69 kilovatios-hora en 2000 (incr: 101,5%) Fuente: Ficha de República Dominicana en Banco Mundial |
| Superficie forestal                     | 19.720 km² Fuente: Banco Mundial (2010)            | Países con mayor superficie forestal Puesto 103.º             | 13 760 km² en 2000 (incr: 43,3%) Fuente: Ficha de República Dominicana en Banco Mundial              |
| Carreteras pavimentadas                 | 49,4 % Fuente: Banco Mundial (2004)                | Países con más carreteras pavimentadas Puesto 84.º            | 49,4 % en 2000 (incr: 0%) Fuente: Ficha de República Dominicana en Banco Mundial                     |
| Índice de Competitividad Global         | 3,772 Fuente: Foro Económico Mundial (2013)        | Países más competitivos Puesto 105.º                          | 3,75 en 2007 (incr: 0,6%) Fuente: Ficha de República Dominicana en Foro Económico Mundial            |